# Ebenezer Emmons
Ebenezer Emmons (16 mai 1799-1er octobre 1863) est un géologue américain qui a notamment nommé les Adirondack Mountains à New York et fait la première ascension du Mont Marcy.

## Jeunesse
Emmons est né Middlefield, dans le Massachusetts, le 16 mai 1799. C'est le fils d'Ebenezer et Mary (Mack) Emmons. Emmons entre au Williams College à 16 ans et obtient son diplôme en 1818. Il étudie ensuite la médecine et la pratique plusieurs années dans le comté de Berkshire. Son intérêt pour la géologie vient assez tôt, et en 1824 il assiste Chester Dewey (1784-1867) dans la réalisation d'une carte géologique du comté du Berkshire, dans laquelle une première tentative de classification des rochers de l'orogenèse taconienne est réalisée.

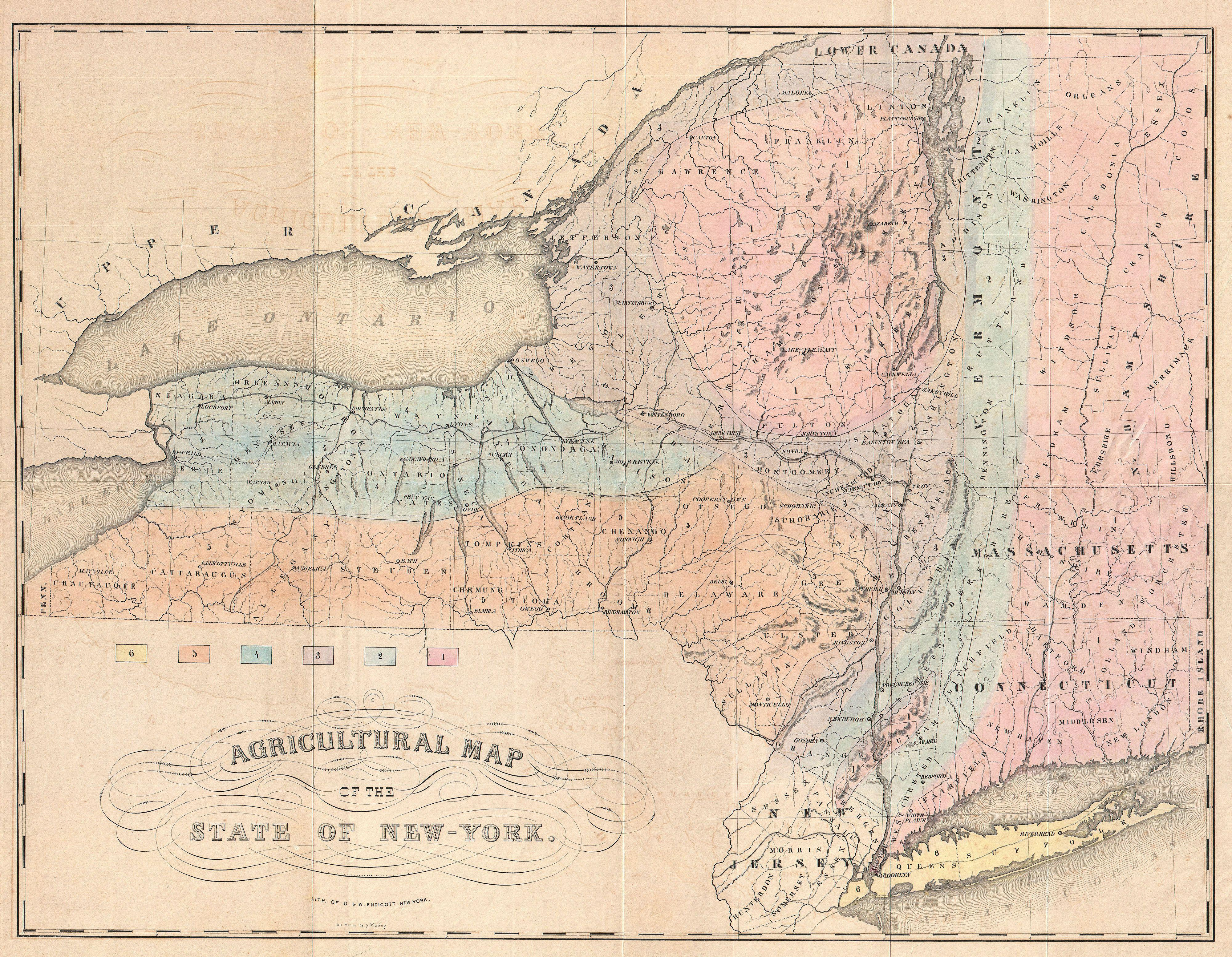
Carte agricole de l'État de New-York de 1846 par E. Emmons et G. & W. Endicott.